# 劉惠恒
劉惠恒（？年—？年），字子迪，别號養孺，蘇州府無錫縣人，清朝政治人物。

## 生平
順治三年（1646年）丙戌科舉人，順治四年（1647年）丁亥科進士。授福建閩縣知縣。罷官歸，時年二十五。家居三十三年，享年五十有九。所著有樹樗園詩集五卷，贅語、遺稿各若干卷。

## 家族
曾祖父劉陞，舉人，两任教谕。祖父劉元珍，萬曆進士，累官南京兵部职方郎，起光禄寺少卿，東林黨魁。父劉明翹，封知縣。惠恒娶孺人秦氏。生二男子：長曰學洙，蘇州府學生；次曰學柔，早殤。